# Tomás Gomensoro (Uruguai)
Tomás Gomensoro (antigament conegut amb el nom de Zanja Honda) és un municipi del departament d'Artigas, al nord de l'Uruguai. Es troba sobre una autovia que connecta la ruta nacional 3 amb la ruta 30, 27 quilòmetres al sud-est de la ciutat de Bella Unión. La carretera Salto – Bella Unión passa per aquesta població.
Rep el seu nom en homenatge a Tomás Gomensoro, qui va ser president de l'Uruguai entre 1872 i 1873.

## Població
Segons les dades del cens de 2004, Tomás Gomensoro tenia una població aproximada de 2.818 habitants.
| Any  | Població |
| ---- | -------- |
| 1963 | 2.173    |
| 1975 | 2.100    |
| 1985 | 1.827    |
| 1996 | 2.427    |
| 2004 | 2.818    |
| 2011 | 2.659    |

Font: INE (Uruguai)

## Govern
L'alcaldessa de Tomás Gomensoro és Alejandra Paz.